# HPP Architekten
HPP Architekten GmbH (acronimo per esteso: Hentrich, Petschnigg & Partner) è una delle principali partnership di architettura tedesche, attiva da oltre 90 anni in Germania e all'estero.

## Storia

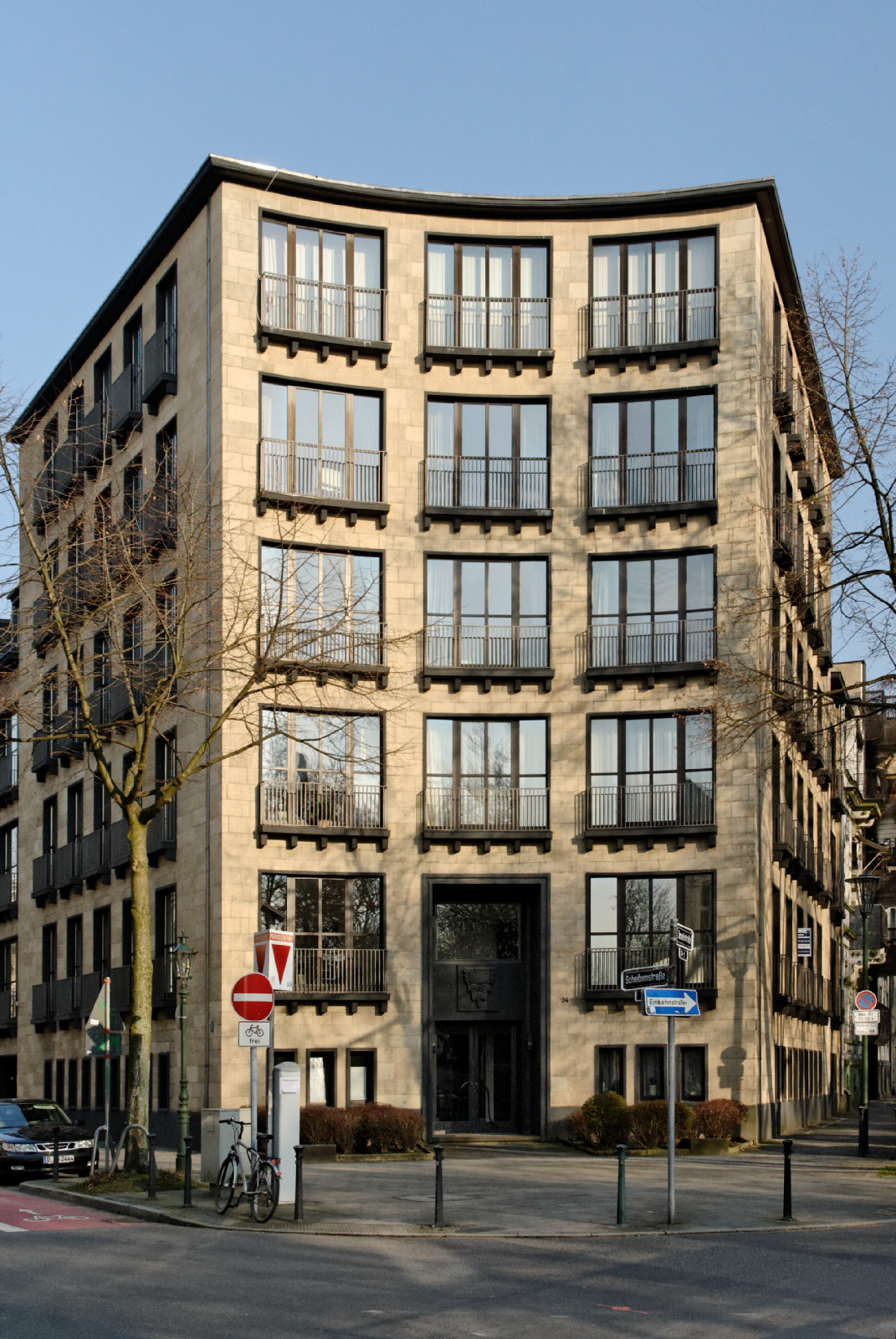
Kopfhaus in der Inselstraße am Hofgarten, Düsseldorf

Nel 1933 Helmut Hentrich fondò in Düsseldorf l'ufficio destinato a diventare il futuro HPP Architekten. Nel 1935, infatti, il Büro si trasforma in un gruppo di lavoro in seguito all'arrivo in società di Hans Heuser. In seguito alla prematura scomparsa di quest'ultimo, Herr Hentrich proseguì alla guida societaria affiancato da Hubert Petschnigg.
La maggior parte degli incarichi dei primi anni è costituita da incarichi privati per la realizzazione di edifici residenziali a Düsseldorf e dintorni. Uno dei primi lavori è l'edificio di testa di Inselstraße (Kopfhaus in der Inselstraße am Hofgarten) nel quartiere di Pempelfort.
La società, la cui sede principale risiede ancora in Düsseldorf, impiega circa 550 dipendenti e conta sedi anche a Amburgo, Amsterdam, Berlino, Colonia, Francoforte, Istanbul, Lipsia, Monaco, Pechino, Shanghai, Shenzhen e Stoccarda.
Nel 2019, la rivista britannica BD ha inserito HPP Architekten GmbH al posto numero 32 della speciale classifica "World Architecture 100 Ranking 2019" (in breve WA100). Nel 2020 la società è salita al 26º posto della graduatoria, seconda tra gli studi di architettura tedeschi e 17° tra quelli europei. Nel 2021 HPP ha guadagnato la 24ª posizione complessiva (posizione confermata nel 2022), affermandosi come il primo tra gli studi tedeschi di architettura (secondo nella classifica 2022). L'ascesa si conferma nel biennio successivo e nella WA100 2024 HPP conquista la 18.a posizione generale.
La società è attualmente guidata dall'architetto Burkhard Junker (dal 2023) e da Claudia Berger-Koch.
In occasione del 90º anniversario dalla fondazione è stata organizzata ed aperta al pubblico presso Aedes Architecture Forum in Berlino la mostra retrospettiva con riflessioni sul futuro della disciplina Re/View the Next – A Discursive Collage on Aims, Challenges and Innovations.

### Amministratori
Helmut Hentrich (fondatore nel 1933)
Hubert Petschnigg (dal 1948 al 1997)
Joachim H. Faust (dal 1997 al 2019)
Gerhard G. Feldmeyer (dal 2002 al 2022)
Volker Weuthen (dal 2020 al 2023)
Burkhard Junker (dal 2023 in carica)
Claudia Berger-Koch (dal 2024 in carica)

## Opere
Innumerevoli sono i progetti elaborati (sul sito ufficiale sono dichiarati 6415 progetti in 27 Paesi).
Tra le opere realizzate si ricordano: 

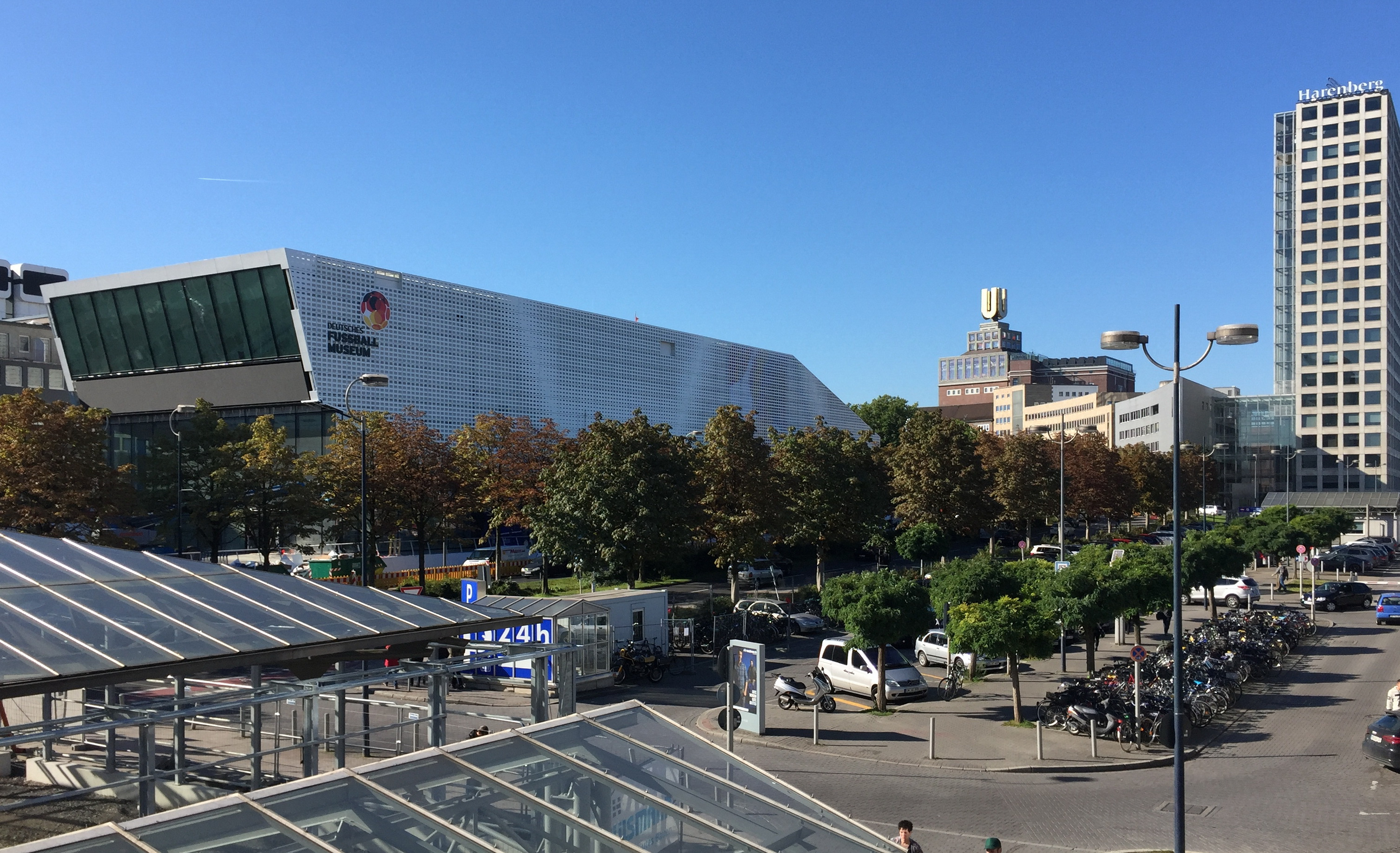
Deutsches Fußballmuseum Dortmund

- Deutsches Fußballmuseum Dortmund1960: Dreischeibenhaus di Düsseldorf
- Hochschule Ruhr West a Mülheim an der Ruhr1993-1996: Haus des Buches, Lipsia

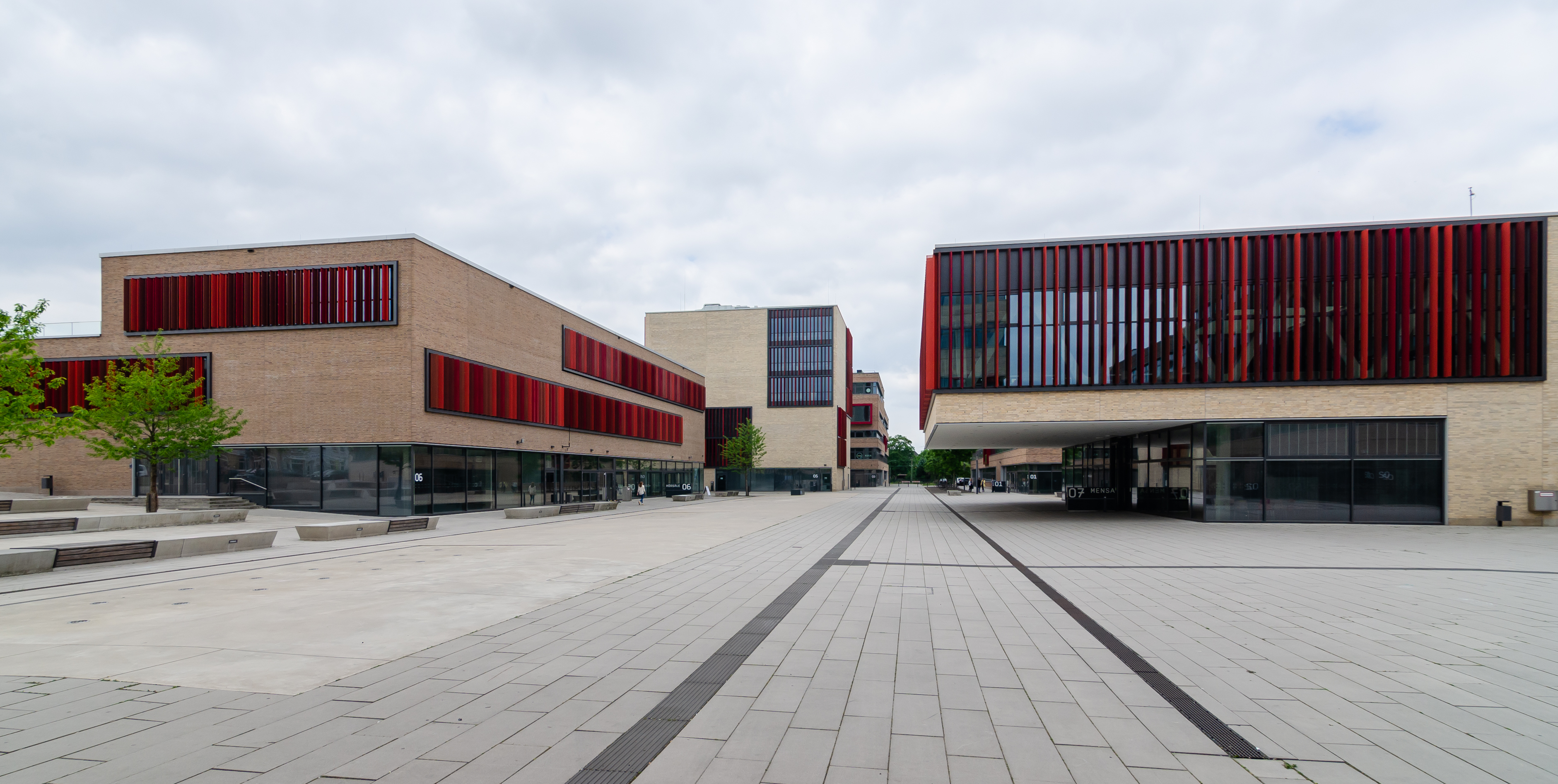
Hochschule Ruhr West a Mülheim an der Ruhr

- 1996: Veltins-Arena, Gelsenkirchen
- 1997: Promenaden Hbf, Stazione di Lipsia
- 2015: Kongresshalle Zoo di Lipsia
- 2015: Museo del Calcio Tedesco, Dortmund
- 2015: AND Tower[15], Istanbul
- 2016: Hochschule Ruhr West a Mülheim an der Ruhr[16]
- 2016-in corso: Restauro Rathaus di Marl[17]
- 2017: rinnovamento Finnlandhaus Hamburg
- 2017: L'Oréal Horizon, Düsseldorf[18]
- 2017-2019: Burgplatz-Passage, Lipsia[19]
- 2019: Huide Tower, Shenzhen
- 2020: Pudong Football Stadium, Shanghai
- 2020: Complesso residenziale AND Pastel, Kartal[20]
- Europa-Park Stadion Freiburg2021: Europa-Park Stadion Freiburg[21][22]

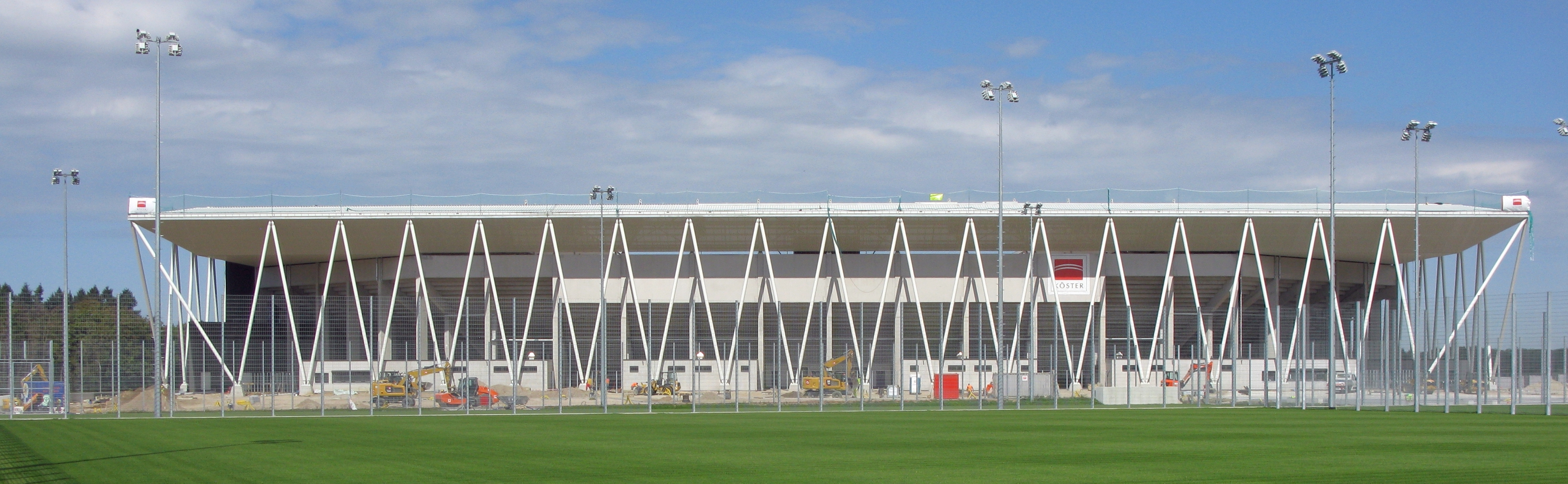
Europa-Park Stadion Freiburg

- 2019-in costruzione: UGMK Arena Ekaterinburg[23]
- 2020: The Cradle, Düsseldorf[24][25][26]
- 2022: Eclipse, Düsseldorf (in collaborazione con UNStudio)[27][28]

## Premi e riconoscimenti
- Mediencampus Villa Ida Lipsia, BDA Preis Sachsen 2007[29]
- Kongresshalle Zoo di Lipsia, Architekturpreis der Stadt Leipzig 2015, menzione d'onore[30]
- Dreischeibenhaus, MIPIM/Best Refurbished Building Award 2015[31]
- The Cradle, MIPIM/The Architectural Review Future Project Award 2018[32]
- Europa-Park Stadion Freiburg, Iconic Awards: Innovative Architecture 2022 nella categoria Architecture: Public/Culture/Education[33]
- Europa-Park Stadion Freiburg, International Architecture Awards 2022 nella categoria Sport and Recreation[34]

## Pubblicazioni
- HPP Hentrich-Petschnigg & Partner HPP Buildings and Projects 1988-1998, Rizzoli International Publications, New York 1997, ISBN 0-8478-2049-1
- HPP Architekten: Leitbilder, Hatje Cantz Verlag, 2009, ISBN 978-3-7757-2172-1
- Kongresshalle am Zoo Leipzig, jovis Verlag GmbH, Berlin 2016, a cura di Falk Jaeger, ISBN 978-3-86859-404-1
- Bauwelt Einblick, Re/View the Next HPP, Bauverlag BV GmbH[35]